# Narodowy Instytut Konserwacji Zabytków
Narodowy Instytut Konserwacji Zabytków (NIKZ) – instytucja kultury powołana do życia przez Ministra Kultury i Dziedzictwa Narodowego w kwietniu 2022 w celu podnoszenia standardów i jakości prac konserwatorskich przy obiektach zabytkowych i w otoczeniu zabytków. 10 czerwca 2024, w związku z decyzją minister Hanny Wróblewskiej, Narodowy Instytut Konserwacji Zabytków połączył się z Narodowym Instytutem Dziedzictwa, tworząc wspólnie nową instytucję kultury o nazwie Narodowy Instytut Dziedzictwa.
Głównym celem NIKZ były szeroko rozumiane działania na rzecz zapewnienia najwyższego poziomu przygotowania i prowadzenia prac konserwatorskich. Zajmował się on upowszechnianiem wysokiego standardu prac prowadzonych przy zabytkach, popularyzacją dobrych praktyk, promocją  oraz edukowaniem w zakresie historii konserwacji. Od chwili utworzenia, Instytutem kierował dr Michał Laszczkowski.

## O Instytucie
We współpracy z Generalnym Konserwatorem Zabytków i Departamentem Ochrony Zabytków w Ministerstwie Kultury i Dziedzictwa Narodowego oraz Narodowym Instytutem Dziedzictwa i  Narodowym Instytutem Polskiego Dziedzictwa Kulturowego za Granicą Polonika NIKZ deklarował działanie na rzecz praktycznego wdrażania standardów związanych z ochroną zabytków poprzez prowadzenie projektów konserwatorskich i remontowo-budowlanych ich dotyczących, a także upowszechnia te standardy poprzez promowanie modelowych prac i dobrych praktyk dotyczących zabytków i ich otoczenia. 
NIKZ prowadził działania promocyjne i informacyjne w zakresie dziedzin objętych przedmiotem jego działania, w tym promowanie dorobku konserwatorów polskich i związanych z Polską, a także kampanie społeczne dotyczące zabytków i jakościowego prowadzenia prac przy zabytkach. Jednym z przykładów tego typu działań jest m.in. wdrożenie programu wsparcia dydaktyki na wydziałach konserwatorskich w Polsce, wsparcie projektu stworzenia pilotażowych studiów podyplomowych na kierunku ochrony dóbr kultury w sytuacjach kryzysowych i konfliktach zbrojnych prowadzonych na Akademii Marynarki Wojennej w Gdyni, współorganizacja Szkoły Letniej Polskiego Komitetu Narodowego ICOMOS Polska czy bycie partnerem licznych wydarzeń poruszających kwestie ochrony zabytków takich jak VIII Europejski Kongres Samorządów w Mikołajkach czy I Kongres Bezpieczeństwa Dziedzictwa w Gdyni (KOBED).

## Struktura
Siedziba Narodowego Instytutu Konserwacji Zabytków mieściła się przy Alejach Jerozolimskich 87 w Warszawie.
Struktura Instytutu złożona była z następujących działów:
- Wydział Współpracy Instytucjonalnej i Badań
- Wydział Realizacji Projektów
- Wydział Komunikacji i Promocji
- Wydział „Spotkania z Zabytkami”
- Wydział Kontrolingu

Od utworzenia Instytutu w kwietniu 2022 obowiązki dyrektora NIKZ pełnił dr Michał Laszczkowski, który wraz z dniem 19 kwietnia 2023 został oficjalnie powołany przez Wicepremiera i Ministra Kultury i Dziedzictwa Narodowego prof. Piotra Glińskiego na stanowisko dyrektora NIKZ. W czerwcu 2024 połączono Narodowy Instytut Konserwacji Zabytków z Narodowym Instytutem Dziedzictwa tworząc nową instytucję – Narodowy Instytut Dziedzictwa, co zaskutkowało utratą stanowisk przez dyrektorów obu instytucji. Kierowanie hybrydą powierzono Marlenie Happach, jako pełniącej obowiązki dyrektora.

## „Spotkania z Zabytkami”
3 marca 2023 Narodowy Instytut Konserwacji Zabytków podpisał umowę o przejęciu wydawnictwa magazynu „Spotkania z Zabytkami” z Dominikiem Jagiełłą, prezesem Fundacji Hereditas. Dwumiesięcznik ukazuje się nieprzerwanie od 1977 i poświęcony jest zabytkom oraz obiektom dziedzictwa kulturowego. Pierwszy numer nowej odsłony czasopisma, już jako kwartalnika, ukazał się pod numerem 7/2023.